# Аргентина на літніх Олімпійських іграх 2016
Аргентина на літніх Олімпійських іграх  2016 була представлена 213  спортсменами в 25 видах спорту.

## Медалісти
| Медаль | Спортсмени | Вид спорту       | Дисципліна                 | Дата      |
| ------ | --- | ---------------- | -------------------------- | --------- |
| Золото | Паула Парето | дзюдо            | жінки, до 48 кг            | 6 серпня  |
| Золото | Сантьяго Ланхе Сесілія Карранса Саролі | Вітрильний спорт | Накра 17                   | 16 серпня |
| Золото | Збірна Аргентини з хокею на траві Хуан Мануель Вівальді Гонсало Пеіллат Хуан Ігнасіо Жилярді Факундо Калліоні Лукас Рей Матіас Паредес Хоакін Меніні Лукас Віла Ігнасіо Ортіс Хуан Мартін Лопес Хуан Мануель Саладіно Матіас Рей Мануель Брюне Агустін Маззіллі Лукас Россі Ісідоро Ібарра Лука Массо Педро Ібарра | Хокей на траві   | чоловіки                   | 18 серпня |
| Срібло | Хуан Мартін дель Потро | Теніс            | чоловічий одиночний турнір | 14 серпня |

## Спортсмени
| Дисципліна                      | Чоловіки | Жінки | Разом |
| ------------------------------- | -------- | ----- | ----- |
| Легка атлетика                  | 7        | 6     | 13    |
| Баскетбол                       | 12       | 0     | 12    |
| Бокс                            | 6        | 0     | 6     |
| Веслування на байдарках і каное | 6        | 4     | 10    |
| Велоспорт                       | 5        | 1     | 6     |
| Кінний спорт                    | 4        | 0     | 4     |
| Фехтування                      | 0        | 1     | 1     |
| Хокей на траві                  | 16       | 16    | 32    |
| Футбол                          | 18       | 0     | 18    |
| Гольф                           | 2        | 0     | 2     |
| Гімнастика                      | 1        | 1     | 2     |
| Гандбол                         | 14       | 14    | 28    |
| Дзюдо                           | 1        | 1     | 2     |
| Сучасне п'ятиборство            | 1        | 1     | 2     |
| Академічне веслування           | 1        | 1     | 2     |
| Регбі-7                         | 12       | 0     | 12    |
| Вітрильний спорт                | 8        | 5     | 13    |
| Стрільба                        | 2        | 3     | 5     |
| Плавання                        | 3        | 2     | 5     |
| Синхронне плавання              | 0        | 2     | 2     |
| Теніс                           | 6        | 0     | 6     |
| Тріатлон                        | 2        | 0     | 2     |
| Волейбол                        | 12       | 14    | 26    |
| Важка атлетика                  | 0        | 1     | 1     |
| Боротьба                        | 0        | 1     | 1     |
| Разом                           | 139      | 74    | 213   |

## Легка атлетика
Легенда
- Note – для трекових дисциплін місце вказане лише для забігу, в якому взяв участь спортсмен
- Q = пройшов у наступне коло напряму
- q = пройшов у наступне коло за добором (для трекових дисциплін - найшвидші часи серед тих, хто не пройшов напряму; для технічних дисциплін - увійшов до визначеної кількості фіналістів за місцем якщо напряму пройшло менше спортсменів, ніж визначена кількість)
- NR = Національний рекорд
- N/A = Коло відсутнє у цій дисципліні
- Bye = спортсменові не потрібно змагатися у цьому колі

Трекові і шосейні дисципліни
Чоловіки
| Спортсмен            | Дисципліна      | Фінал     | Фінал |
| Спортсмен            | Дисципліна      | Результат | Місце |
| -------------------- | --------------- | --------- | ----- |
| Хуан Мануель Кано    | ходьба на 20 км | 1:27:27   | 51    |
| Федеріко Бруно       | Марафон         | 2:40:05   | 137   |
| Маріано Мастромаріно | Марафон         | 2:18:44   | 53    |
| Луїс Моліна          | Марафон         | 2:23:55   | 89    |

Жінки
| Спортсменка    | Дисципліна           | Попередній забіг | Попередній забіг | Фінал            | Фінал            |
| Спортсменка    | Дисципліна           | Результат        | Місце            | Результат        | Місце            |
| -------------- | -------------------- | ---------------- | ---------------- | ---------------- | ---------------- |
| Белен Касетта  | 3000 м з перешкодами | 9:51.85          | 16               | Завершила виступ | Завершила виступ |
| Вівіана Чавес  | Марафон              | Н/Д              | Н/Д              | 3:03:23          | 125              |
| Роза Годой     | Марафон              | Н/Д              | Н/Д              | 2:52:31          | 110              |
| Марія Перальта | Марафон              | Н/Д              | Н/Д              | Не фінішував     | Не фінішував     |

Технічні дисципліни
| Спортсмен          | Дисципліна                    | Кваліфікація       | Кваліфікація | Фінал              | Фінал            |
| Спортсмен          | Дисципліна                    | Результат у метрах | Місце        | Результат у метрах | Місце            |
| ------------------ | ----------------------------- | ------------------ | ------------ | ------------------ | ---------------- |
| Херман К'яравільйо | стрибки з жердиною (чоловіки) | 5.70               | 7 q          | 5.50               | 11               |
| Херман Лауро       | штовхання ядра (чоловіки)     | 19.89              | 19           | Завершив виступ    | Завершив виступ  |
| Браян Толедо       | метання списа (чоловіки)      | 81.96 SB           | 12 q         | 79.81              | 10               |
| Росіо Комба        | метання диска (жінки)         | 54.44              | 27           | Завершила виступ   | Завершила виступ |
| Дженніфер Дальгрен | метання молота (жінки)        | 63.03              | 27           | Завершила виступ   | Завершила виступ |

## Баскетбол

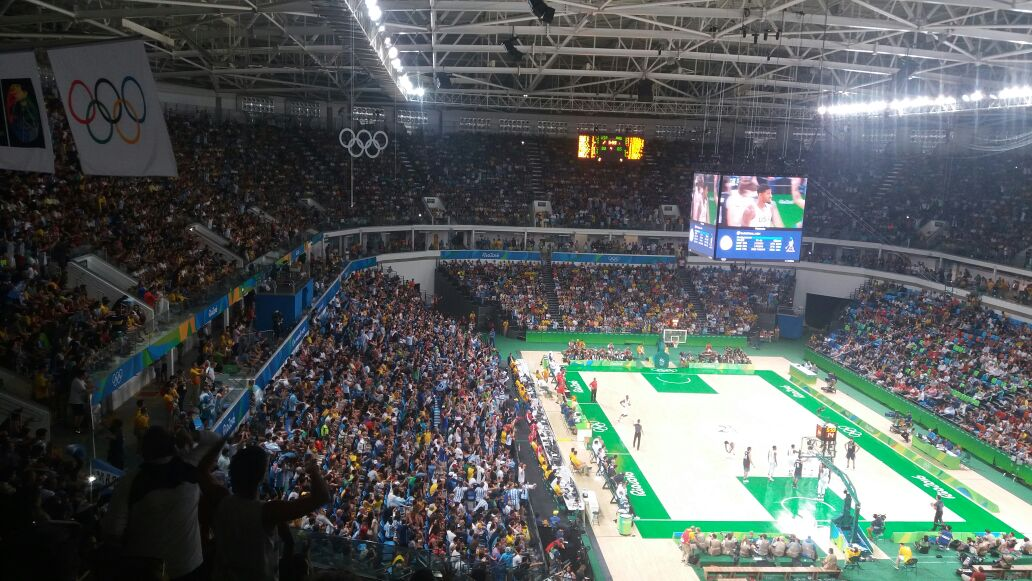
Чвертьфінальний матч між збірними Аргентини і США

### Чоловічий турнір

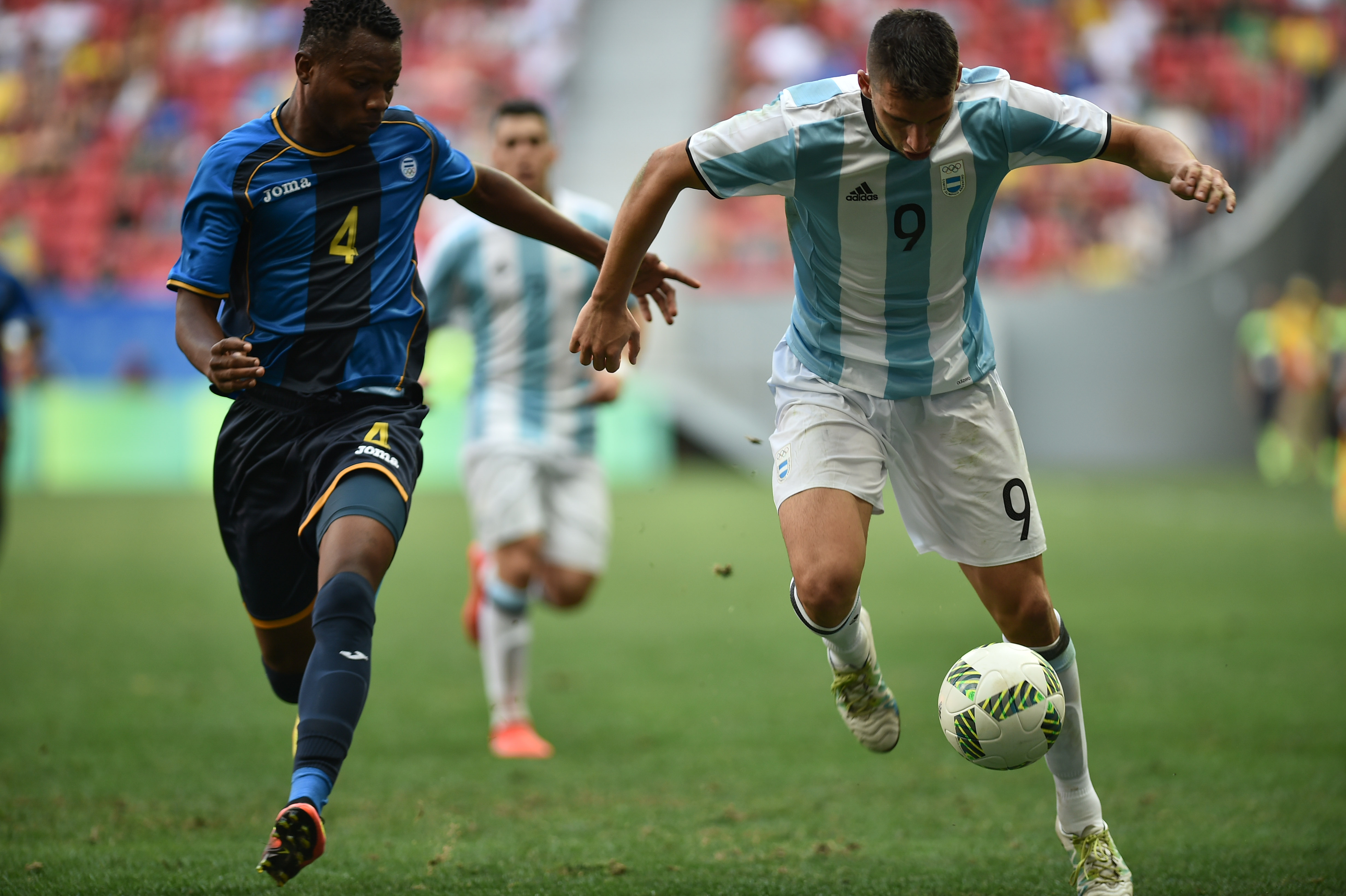
Матч збірних Аргентини і Гондурасу

Склад команди
Нижче наведено склад збірної Аргентини в турнірі з баскетболу на літніх Олімпійських іграх 2016.
Груповий етап
| Команда   | І | В | П | З   | П   | РМ  | О |
| --------- | - | - | - | --- | --- | --- | - |
| Хорватія  | 5 | 3 | 2 | 400 | 407 | -7  | 8 |
| Іспанія   | 5 | 3 | 2 | 432 | 357 | +75 | 8 |
| Литва     | 5 | 3 | 2 | 392 | 428 | -36 | 8 |
| Аргентина | 5 | 3 | 2 | 441 | 428 | +13 | 8 |
| Бразилія  | 5 | 2 | 3 | 411 | 407 | +4  | 7 |
| Нігерія   | 5 | 1 | 4 | 392 | 441 | −49 | 6 |

| 7 серпня 2016 22:30 | Протокол | Нігерія                                           | 66–94 | Аргентина                                                  |  | Арена Каріока 1, Ріо-де-Жанейро Глядачів: 8425 |
| 7 серпня 2016 22:30 | Протокол | Рахунок за чвертями: 15-22, 16-28, 19-22, 16-22   |       |                                                            |  | Арена Каріока 1, Ріо-де-Жанейро Глядачів: 8425 |
| 7 серпня 2016 22:30 | Протокол | Очки: Діогу 15 Підб.: Діогу 13 РП: Гбіндже, Уме 3 |       | Очки: Кампаццо 19 Підб.: Скола 9 РП: Кампаццо, Джінобілі 5 |  | Арена Каріока 1, Ріо-де-Жанейро Глядачів: 8425 |

| 9 серпня 2016 22:30 | Протокол | Аргентина                                       | 90–82 | Хорватія                                   |  | Арена Каріока 1, Ріо-де-Жанейро Глядачів: 8514 |
| 9 серпня 2016 22:30 | Протокол | Рахунок за чвертями: 22–22, 24–18, 27–14, 17–28 |       |                                            |  | Арена Каріока 1, Ріо-де-Жанейро Глядачів: 8514 |
| 9 серпня 2016 22:30 | Протокол | Очки: Скола 23 Підб.: Скола 9 РП: Кампаццо 8    |       | Очки: Шарич 19 Підб.: Шарич 10 РП: Шарич 7 |  | Арена Каріока 1, Ріо-де-Жанейро Глядачів: 8514 |

| 11 серпня 2016 22:30 | Протокол | Литва                                                    | 81–73 | Аргентина                                              |  | Арена Каріока 1, Ріо-де-Жанейро |
| 11 серпня 2016 22:30 | Протокол | Рахунок за чвертями: 16–15, 14–12, 27–22, 24–24          |       |                                                        |  | Арена Каріока 1, Ріо-де-Жанейро |
| 11 серпня 2016 22:30 | Протокол | Очки: Кузмінскас 23 Підб.: Валанчюнас 10 РП: Калнієтіс 7 |       | Очки: Джінобілі 22 Підб.: Носіоні, Скола 7 РП: Скола 4 |  | Арена Каріока 1, Ріо-де-Жанейро |

| 13 серпня 2016 14:15 | Протокол | Аргентина                                                        | 111–107 | Бразилія                                | OT | Арена Каріока 1, Ріо-де-Жанейро Глядачів: 11701 |
| 13 серпня 2016 14:15 | Протокол | Рахунок за чвертями: 28–19, 16–33, 23–20, 18–13 OT: 10–10, 16–12 |         |                                         | OT | Арена Каріока 1, Ріо-де-Жанейро Глядачів: 11701 |
| 13 серпня 2016 14:15 | Протокол | Очки: Носіоні 37 Підб.: Носіоні 11 РП: Кампаццо 11               |         | Очки: Нене 24 Підб.: Нене 10 РП: Нету 4 | OT | Арена Каріока 1, Ріо-де-Жанейро Глядачів: 11701 |

| 15 серпня 2016 19:00 | Протокол | Іспанія                                                  | 92–73 | Аргентина                                                     |  | Арена Каріока 1, Ріо-де-Жанейро Глядачів: 10949 |
| 15 серпня 2016 19:00 | Протокол | Рахунок за чвертями: 25–15, 23–20, 23–22, 21–16          |       |                                                               |  | Арена Каріока 1, Ріо-де-Жанейро Глядачів: 10949 |
| 15 серпня 2016 19:00 | Протокол | Очки: Фернандес 23 Підб.: Газоль 13 РП: Люль, Родрігес 5 |       | Очки: Лапровіттола 21 Підб.: 3 гравці по 5 РП: Лапровіттола 4 |  | Арена Каріока 1, Ріо-де-Жанейро Глядачів: 10949 |

Чвертьфінал
| 17 серпня 2016 18:45 | Протокол | США                                             | 105–78 | Аргентина                                     |  | Молодіжна арена Глядачів: 11 700 |
| 17 серпня 2016 18:45 | Протокол | Рахунок за чвертями: 25–21, 31–19, 31–21, 18–17 |        |                                               |  | Молодіжна арена Глядачів: 11 700 |
| 17 серпня 2016 18:45 | Протокол | Очки: Дюрант 27 Підб.: Джордж 8 РП: Дюрант 6    |        | Очки: Скола 15 Підб.: Скола 10 РП: Кампаццо 9 |  | Молодіжна арена Глядачів: 11 700 |

## Бокс
| Спортсмен          | Категорія           | 1/16 фіналу           | 1/8 фіналу         | Чвертьфінали           | Півфінали          | Фінал              | Фінал           |
| Спортсмен          | Категорія           | Суперник Результат    | Суперник Результат | Суперник Результат     | Суперник Результат | Суперник Результат | Місце           |
| ------------------ | ------------------- | --------------------- | ------------------ | ---------------------- | ------------------ | ------------------ | --------------- |
| Леандро Бланк      | до 49 кг (чоловіки) | Веласкес (MEX) L 0–3  | Завершив виступ    | Завершив виступ        | Завершив виступ    | Завершив виступ    | Завершив виступ |
| Фернандо Мартінес  | до 52 кг (чоловіки) | Асенов (BUL) L 1–2    | Завершив виступ    | Завершив виступ        | Завершив виступ    | Завершив виступ    | Завершив виступ |
| Альберто Меліан    | до 56 кг (чоловіки) | Omar (GHA) W 3–0      | Мхамді (TUN) W 3–0 | Ахмадалієв (UZB) L TKO | Завершив виступ    | Завершив виступ    | Завершив виступ |
| Ignacio Perrín     | до 60 кг (чоловіки) | Руенроенг (THA) L 0–3 | Завершив виступ    | Завершив виступ        | Завершив виступ    | Завершив виступ    | Завершив виступ |
| Альберто Пальметта | до 69 кг (чоловіки) | Тувшинбат (MGL) L 0–3 | Завершив виступ    | Завершив виступ        | Завершив виступ    | Завершив виступ    | Завершив виступ |
| Яміль Перальта     | до 91 кг (чоловіки) | Bye                   | Graf (GER) W 2–1   | Савон (CUB) L 0–3      | Завершив виступ    | Завершив виступ    | Завершив виступ |

## Веслування на байдарках і каное

### Слалом
| Спортсмен       | Дисципліна   | Попередній раунд | Попередній раунд | Попередній раунд | Попередній раунд | Попередній раунд | Попередній раунд | Півфінал        | Півфінал        | Фінал           | Фінал           |
| Спортсмен       | Дисципліна   | Заплив 1         | Місце            | Заплив 2         | Місце            | Кращий           | Місце            | Час             | Місце           | Час             | Місце           |
| --------------- | ------------ | ---------------- | ---------------- | ---------------- | ---------------- | ---------------- | ---------------- | --------------- | --------------- | --------------- | --------------- |
| Себастьян Россі | чоловіки К-1 | 108.81           | 13               | 155.70           | 18               | 108.81           | 17               | Завершив виступ | Завершив виступ | Завершив виступ | Завершив виступ |

### Спринт
Чоловіки
| Спортсмен                                                             | Дисципліна | Заїзди   | Заїзди | Півфінали | Півфінали | Фінал    | Фінал |
| Спортсмен                                                             | Дисципліна | Час      | Місце  | Час       | Місце     | Час      | Місце |
| --------------------------------------------------------------------- | ---------- | -------- | ------ | --------- | --------- | -------- | ----- |
| Рубен Войсард Резола                                                  | Б-1 200 м  | 35.491   | 6 Q    | 35.439    | 7 FB      | 38.061   | 16    |
| Даніель Даль Бо Хуан Ігнасіо Касерес Гонсало Каррерас Пабло де Торрес | Б-4 1000 м | 2:55.103 | 2 Q    | 3:00.952  | 6 FB      | 3:12.621 | 12    |

Жінки
| Спортсменка                                                       | Дисципліна | Заїзди   | Заїзди | Півфінали | Півфінали | Фінал            | Фінал            |
| Спортсменка                                                       | Дисципліна | Час      | Місце  | Час       | Місце     | Час              | Місце            |
| ----------------------------------------------------------------- | ---------- | -------- | ------ | --------- | --------- | ---------------- | ---------------- |
| Сабріна Амегіно                                                   | Б-1 200 м  | 42.417   | 6 Q    | 41.934    | 6         | Завершила виступ | Завершила виступ |
| Сабріна Амегіно Александра Керестеші Магдалена Гарро Бренда Рохас | Б-4 500 м  | 1:37.645 | 7 Q    | 1:38.579  | 6 FB      | 1:41.394         | 13               |

Пояснення до кваліфікації: FA = Кваліфікувались до фіналу A (за медалі); FB = Кваліфікувались до фіналу B (не за медалі)

## Велоспорт

### Шосе
| Спортсмен           | Дисципліна                         | Час          | Місце        |
| ------------------- | ---------------------------------- | ------------ | ------------ |
| Даніель Діас        | Групова шосейна гонка (чоловіки)   | Не фінішував | Не фінішував |
| Максіміліано Рікеце | Групова шосейна гонка (чоловіки)   | Не фінішував | Не фінішував |
| Eduardo Sepulveda   | Групова шосейна гонка (чоловіки)   | 6:22:23      | 37           |
| Eduardo Sepulveda   | роздільна шосейна гонка (чоловіки) | 1:19:07.84   | 26           |

### Маунтінбайк
| Спортсмен     | Дисципліна             | Час     | Місце |
| ------------- | ---------------------- | ------- | ----- |
| Катріель Сото | маунтінбайк (чоловіки) | 1:42:01 | 25    |

### BMX
| Спортсмен           | Дисципліна     | Кваліфікація | Кваліфікація | Чвертьфінал | Чвертьфінал | Півфінал | Півфінал | Фінал            | Фінал            |
| Спортсмен           | Дисципліна     | Результат    | Місце        | Очки        | Місце       | Очки     | Місце    | Результат        | Місце            |
| ------------------- | -------------- | ------------ | ------------ | ----------- | ----------- | -------- | -------- | ---------------- | ---------------- |
| Ґонсало Моліна      | BMX (чоловіки) | 36.860       | 29           | 10          | 4 Q         | 16       | 6        | Завершив виступ  | Завершив виступ  |
| María Ґабріела Діас | BMX (жінки)    | 40.073       | 16           | Н/Д         | Н/Д         | 17       | 5        | Завершила виступ | Завершила виступ |

## Кінний спорт
| Спортсмен                                                         | Кінь          | Дисципліна    | Кваліфікація | Кваліфікація | Кваліфікація    | Кваліфікація    | Кваліфікація    | Кваліфікація    | Кваліфікація    | Кваліфікація    | Фінал           | Фінал           | Фінал           | Фінал           | Фінал           | Загалом         | Загалом         |
| Спортсмен                                                         | Кінь          | Дисципліна    | Раунд 1      | Раунд 1      | Раунд 2         | Раунд 2         | Раунд 2         | Раунд 3         | Раунд 3         | Раунд 3         | Фінал A         | Фінал A         | Фінал B         | Фінал B         | Фінал B         | Загалом         | Загалом         |
| Спортсмен                                                         | Кінь          | Дисципліна    | Штрафні очки | Місце        | Штрафні очки    | Загалом         | Місце           | Штрафні очки    | Загалом         | Місце           | Штрафні очки    | Місце           | Штрафні очки    | Загалом         | Місце           | Штрафні очки    | Місце           |
| ----------------------------------------------------------------- | ------------- | ------------- | ------------ | ------------ | --------------- | --------------- | --------------- | --------------- | --------------- | --------------- | --------------- | --------------- | --------------- | --------------- | --------------- | --------------- | --------------- |
| Matías Albarracín                                                 | Cannavaro     | Індивідуальні | 4            | =27 Q        | 1               | 5               | 26 Q            | 5               | 10              | 30 Q            | 1               | 14 Q            | 1               | 2               | 8               | 2               | 8               |
| Хосе Марія Ларокка                                                | Cornet du Lys | Індивідуальні | 4            | =27 Q        | 8               | 12              | 46              | Завершив виступ | Завершив виступ | Завершив виступ | Завершив виступ | Завершив виступ | Завершив виступ | Завершив виступ | Завершив виступ | Завершив виступ | Завершив виступ |
| Бруно Пассаро                                                     | Chicago       | Індивідуальні | 47 #         | 68           | Завершив виступ | Завершив виступ | Завершив виступ | Завершив виступ | Завершив виступ | Завершив виступ | Завершив виступ | Завершив виступ | Завершив виступ | Завершив виступ | Завершив виступ | Завершив виступ | Завершив виступ |
| Раміро Кінтана                                                    | Whitney       | Індивідуальні | 7            | =52 Q        | 1               | 8               | 30 Q            | 10              | 18              | 40              | Завершив виступ | Завершив виступ | Завершив виступ | Завершив виступ | Завершив виступ | Завершив виступ | Завершив виступ |
| Matías Albarracín Хосе Марія Ларокка Бруно Пассаро Раміро Кінтана | Див. вище     | Команда       | 15           | 13           | 10              | Н/Д             | 10              | Завершив виступ | Завершив виступ | Завершив виступ | Н/Д             | Н/Д             | Н/Д             | Н/Д             | Н/Д             | 25              | 10              |

"#" позначає, що очки цього вершника не входять до заліку командного змагання, оскільки зараховуються лише результати трьох найкращих вершників.

## Фехтування
| Спортсмен                | Дисципліна             | 1/32 фіналу        | 1/16 фіналу         | 1/8 фіналу         | Чвертьфінал        | Півфінал           | Фінал / БМ         | Фінал / БМ       |
| Спортсмен                | Дисципліна             | Суперник Результат | Суперник Результат  | Суперник Результат | Суперник Результат | Суперник Результат | Суперник Результат | Місце            |
| ------------------------ | ---------------------- | ------------------ | ------------------- | ------------------ | ------------------ | ------------------ | ------------------ | ---------------- |
| Марія Белен Перес Мауріс | командна шабля (жінки) | Bye                | Бердер (FRA) L 6–15 | Завершила виступ   | Завершила виступ   | Завершила виступ   | Завершила виступ   | Завершила виступ |

## Хокей на траві
Підсумок
Легенда:
- FT – Після основного часу.
- P – Долю матчу вирішило пробиття пенальті.

| Команда                   | Дисципліна       | Груповий етап      | Груповий етап      | Груповий етап         | Груповий етап      | Груповий етап      | Груповий етап | Чвертьфінал        | Півфінал           | Фінал / БМ         | Фінал / БМ |
| Команда                   | Дисципліна       | Суперник Результат | Суперник Результат | Суперник Результат    | Суперник Результат | Суперник Результат | Місце         | Суперник Результат | Суперник Результат | Суперник Результат | Місце      |
| ------------------------- | ---------------- | ------------------ | ------------------ | --------------------- | ------------------ | ------------------ | ------------- | ------------------ | ------------------ | ------------------ | ---------- |
| Чоловіча збірна Аргентини | чоловічий турнір | Нідерланди D 3–3   | Канада W 3–1       | Індія L 1–2           | Німеччина D 4–4    | Ірландія W 3–2     | 3             | Іспанія W 2–1      | Німеччина W 5–2    | Бельгія W 4–2      | 1          |
| Жіноча збірна Аргентини   | жіночий турнір   | США L 1–2          | Японія W 4–0       | Велика Британія L 2–3 | Австралія L 0–1    | Індія W 5–0        | 4             | Нідерланди L 2–3   | Завершила виступ   | Завершила виступ   | 7          |

### Чоловічий турнір
Склад команди
Шаблон:Склад чоловічої збірної Аргентини з хокею на траві на літніх Олімпійських іграх 2016
Груповий етап
Шаблон:Підсумкова таблиця в групі B чоловічого турніру з хокею на траві на літніх Олімпійських іграх 2016
Шаблон:Чоловічий турнір з хокею на траві на літніх Олімпійських іграх 2016, гра B1
Шаблон:Чоловічий турнір з хокею на траві на літніх Олімпійських іграх 2016, гра B6
Шаблон:Чоловічий турнір з хокею на траві на літніх Олімпійських іграх 2016, гра B7
Шаблон:Чоловічий турнір з хокею на траві на літніх Олімпійських іграх 2016, гра B12
Шаблон:Чоловічий турнір з хокею на траві на літніх Олімпійських іграх 2016, гра B15
Чвертьфінал
Шаблон:Чоловічий турнір з хокею на траві на літніх Олімпійських іграх 2016, гра C1
Півфінал
Шаблон:Чоловічий турнір з хокею на траві на літніх Олімпійських іграх 2016, гра D1
Гонка за золоту медаль
Шаблон:Чоловічий турнір з хокею на траві на літніх Олімпійських іграх 2016, гра E2

### Жіночий турнір
Склад команди
Шаблон:Склад жіночої збірної Аргентини з хокею на траві на літніх Олімпійських іграх 2016
Груповий етап
Шаблон:Підсумкова таблиця в групі B жіночого турніру з хокею на траві на літніх Олімпійських іграх 2016
Шаблон:Жіночий турнір з хокею на траві на літніх Олімпійських іграх 2016, гра B1
Шаблон:Жіночий турнір з хокею на траві на літніх Олімпійських іграх 2016, гра B6
Шаблон:Жіночий турнір з хокею на траві на літніх Олімпійських іграх 2016, гра B8
Шаблон:Жіночий турнір з хокею на траві на літніх Олімпійських іграх 2016, гра B10
Шаблон:Жіночий турнір з хокею на траві на літніх Олімпійських іграх 2016, гра B13
Чвертьфінал
Шаблон:Жіночий турнір з хокею на траві на літніх Олімпійських іграх 2016, гра C4

## Футбол

### Чоловічий турнір
Склад команди
Шаблон:Склад чоловічої збірної Аргентини з футболу на літніх Олімпійських іграх 2016
Груповий етап
Футбол на літніх Олімпійських іграх 2016 — чоловічий турнір – Group D
Шаблон:Чоловічий турнір з футболу на літніх Олімпійських іграх 2016, гра D2
Шаблон:Чоловічий турнір з футболу на літніх Олімпійських іграх 2016, гра D4
Шаблон:Чоловічий турнір з футболу на літніх Олімпійських іграх 2016, гра D5

## Гольф
| Спортсмен        | Дисципліна | Раунд 1   | Раунд 2   | Раунд 3   | Раунд 4   | Загалом   | Загалом | Загалом |
| Спортсмен        | Дисципліна | Результат | Результат | Результат | Результат | Результат | Пар     | Місце   |
| ---------------- | ---------- | --------- | --------- | --------- | --------- | --------- | ------- | ------- |
| Еміліано Грільйо | чоловіки   | 70        | 69        | 68        | 70        | 277       | −7      | =8      |
| Фабіан Гомес     | чоловіки   | 70        | 67        | 73        | 69        | 279       | −5      | =15     |

## Гімнастика

### Спортивна гімнастика
Чоловіки
| Спортсмен | Дисципліна | Кваліфікація    | Кваліфікація | Кваліфікація | Кваліфікація | Кваліфікація | Кваліфікація | Кваліфікація | Кваліфікація | Фінал  | Фінал  | Фінал  | Фінал           | Фінал           | Фінал           | Фінал           | Фінал           |                 |                 |                 |
| Спортсмен | Дисципліна | Вправа          | Вправа       | Вправа       | Вправа       | Вправа       | Вправа       | Загалом      | Місце        | Вправа | Вправа | Вправа | Вправа          | Вправа          | Вправа          | Загалом         | Місце           |                 |                 |                 |
| --------- | ---------- | --------------- | ------------ | ------------ | ------------ | ------------ | ------------ | ------------ | ------------ | ------ | ------ | ------ | --------------- | --------------- | --------------- | --------------- | --------------- | --------------- | --------------- | --------------- |
| Спортсмен | Дисципліна | Ніколас Кордоба | Перекладина  | Н/Д          | Н/Д          | Н/Д          | Н/Д          | Н/Д          | Місце        | 14.800 | 14.800 | 18     | Завершив виступ | Завершив виступ | Завершив виступ | Завершив виступ | Завершив виступ | Завершив виступ | Завершив виступ | Завершив виступ |

Жінки
| Спортсменка | Дисципліна | Кваліфікація  | Кваліфікація       | Кваліфікація | Кваліфікація | Кваліфікація | Кваліфікація | Фінал  | Фінал  | Фінал  | Фінал  | Фінал   | Фінал |                  |                  |                  |                  |                  |                  |
| Спортсменка | Дисципліна | Вправа        | Вправа             | Вправа       | Вправа       | Загалом      | Місце        | Вправа | Вправа | Вправа | Вправа | Загалом | Місце |                  |                  |                  |                  |                  |                  |
| ----------- | ---------- | ------------- | ------------------ | ------------ | ------------ | ------------ | ------------ | ------ | ------ | ------ | ------ | ------- | ----- | ---------------- | ---------------- | ---------------- | ---------------- | ---------------- | ---------------- |
| Спортсменка | Дисципліна | Айлен Валенте | Абсолютна першість | 13.666       | 13.033       | Загалом      | Місце        | 11.366 | 12.000 | 50.065 | 56     | Загалом | Місце | Завершила виступ | Завершила виступ | Завершила виступ | Завершила виступ | Завершила виступ | Завершила виступ |

## Гандбол
Підсумок
Легенда:
- ET: Після додаткового часу
- P – долю матчу вирішила серія післяматчевих пенальті.

| Команда           | Дисципліна       | Груповий етап      | Груповий етап      | Груповий етап      | Груповий етап      | Груповий етап          | Груповий етап | Чвертьфінал        | Півфінал           | Фінал / БМ         | Фінал / БМ |
| Команда           | Дисципліна       | Суперник Результат | Суперник Результат | Суперник Результат | Суперник Результат | Суперник Результат     | Місце         | Суперник Результат | Суперник Результат | Суперник Результат | Місце      |
| ----------------- | ---------------- | ------------------ | ------------------ | ------------------ | ------------------ | ---------------------- | ------------- | ------------------ | ------------------ | ------------------ | ---------- |
| Argentina men's   | чоловічий турнір | Данія L 19–25      | Хорватія L 26–27   | Франція L 24–31    | Туніс W 23–21      | Катар L 18–22          | 5             | Завершив виступ    | Завершив виступ    | Завершив виступ    | 10         |
| Argentina women's | жіночий турнір   | Швеція L 21–31     | Нідерланди L 18–26 | Франція L 11–27    | Росія L 29–35      | Південна Корея L 22–28 | 6             | Завершила виступ   | Завершила виступ   | Завершила виступ   | 12         |

### Чоловічий турнір
Склад команди
Шаблон:Склад чоловічої збірної Аргентини з гандболу на літніх Олімпійських іграх 2016
Груповий етап
Шаблон:Підсумкова таблиця в групі A чоловічого турніру з гандболу на літніх Олімпійських іграх 2016
Шаблон:Чоловічий турнір з гандболу на літніх Олімпійських іграх 2016, гра A2
Шаблон:Чоловічий турнір з гандболу на літніх Олімпійських іграх 2016, гра A6
Шаблон:Чоловічий турнір з гандболу на літніх Олімпійських іграх 2016, гра A9
Шаблон:Чоловічий турнір з гандболу на літніх Олімпійських іграх 2016, гра A12
Шаблон:Чоловічий турнір з гандболу на літніх Олімпійських іграх 2016, гра A15

### Жіночий турнір
Склад команди
Шаблон:Склад жіночої збірної Аргентини з гандболу на літніх Олімпійських іграх 2016
Груповий етап
Шаблон:Підсумкова таблиця в групі B жіночого турніру з гандболу на літніх Олімпійських іграх 2016
Шаблон:Жіночий турнір з гандболу на літніх Олімпійських іграх 2016, гра B3
Шаблон:Жіночий турнір з гандболу на літніх Олімпійських іграх 2016, гра B6
Шаблон:Жіночий турнір з гандболу на літніх Олімпійських іграх 2016, гра B9
Шаблон:Жіночий турнір з гандболу на літніх Олімпійських іграх 2016, гра B11
Шаблон:Жіночий турнір з гандболу на літніх Олімпійських іграх 2016, гра B15

## Дзюдо
| Спортсмен         | Категорія           | 1/32 фіналу        | 1/16 фіналу           | 1/8 фіналу                     | Чвертьфінали               | Півфінали             | Втішний поєдинок   | Фінал / БМ                | Фінал / БМ      |
| Спортсмен         | Категорія           | Суперник Результат | Суперник Результат    | Суперник Результат             | Суперник Результат         | Суперник Результат    | Суперник Результат | Суперник Результат        | Місце           |
| ----------------- | ------------------- | ------------------ | --------------------- | ------------------------------ | -------------------------- | --------------------- | ------------------ | ------------------------- | --------------- |
| Еммануель Лусенті | до 81 кг (чоловіки) | Bye                | Еліас (LIB) W 010–000 | Валуа-Фортьє (CAN) L 010–010 S | Завершив виступ            | Завершив виступ       | Завершив виступ    | Завершив виступ           | Завершив виступ |
| Паула Парето      | до 48 кг (жінки)    | Н/Д                | Bye                   | Долгова (RUS) W 102–000        | Черновіцкі (HUN) W 010–000 | Кондо (JPN) W 010–000 | Bye                | Jeong B-k (KOR) W 010–000 | 1               |

## Сучасне п'ятиборство
| Спортсмен                | Дисципліна | Фехтування (шпага, один дотик) | Фехтування (шпага, один дотик) | Фехтування (шпага, один дотик) | Фехтування (шпага, один дотик) | Плавання (200 м вільним стилем) | Плавання (200 м вільним стилем) | Плавання (200 м вільним стилем) | Верхова їзда (конкур) | Верхова їзда (конкур) | Верхова їзда (конкур) | Комбіновано: стрільба/біг (10 м, пневматичний пістолет)/(3200 м) | Комбіновано: стрільба/біг (10 м, пневматичний пістолет)/(3200 м) | Комбіновано: стрільба/біг (10 м, пневматичний пістолет)/(3200 м) | Загалом очок | Підсумкове місце |
| Спортсмен                | Дисципліна | RR                             | BR                             | Місце                          | Очки                           | Час                             | Місце                           | Очки                            | Штрафні очки          | Місце                 | Очки                  | Час                                                              | Місце                                                            | MP Points                                                        | Загалом очок | Підсумкове місце |
| ------------------------ | ---------- | ------------------------------ | ------------------------------ | ------------------------------ | ------------------------------ | ------------------------------- | ------------------------------- | ------------------------------- | --------------------- | --------------------- | --------------------- | ---------------------------------------------------------------- | ---------------------------------------------------------------- | ---------------------------------------------------------------- | ------------ | ---------------- |
| Еммануель Сапата         | чоловіки   | 11–24                          | 0                              | 33                             | 166                            | 2:06.66                         | 29                              | 320                             | 23                    | 22                    | 277                   | 12:03.19                                                         | 31                                                               | 577                                                              | 1340         | 30               |
| Хохлова Ірина Вікторівна | жінки      | 14–21                          | 0                              | 29                             | 184                            | 2:19.77                         | 22                              | 281                             | 42                    | 25                    | 268                   | 13:53.53                                                         | 34                                                               | 467                                                              | 1200         | 28               |

## Академічне веслування
| Спортсмен     | Дисципліна          | Заїзди  | Заїзди | Втішний заплив | Втішний заплив | Чвертьфінали | Чвертьфінали | Півфінали | Півфінали | Фінал   | Фінал |
| Спортсмен     | Дисципліна          | Час     | Місце  | Час            | Місце          | Час          | Місце        | Час       | Місце     | Час     | Місце |
| ------------- | ------------------- | ------- | ------ | -------------- | -------------- | ------------ | ------------ | --------- | --------- | ------- | ----- |
| Браян Россо   | одиночки (чоловіки) | 7:22.69 | 3 QF   | Bye            | Bye            | 7:03.23      | 4 SC/D       | 7:24.65   | 2 FC      | 6:58.58 | 15    |
| Люсія Палермо | одиночки (жінки)    | 8:47.01 | 4 R    | 8:00.59        | 2 QF           | 7:56.61      | 6 SC/D       | 8:15.42   | 3 FC      | 7:50.59 | 17    |

Пояснення до кваліфікації: FA=Фінал A (за медалі); FB=Фінал B (не за медалі); FC=Фінал C (не за медалі); FD=Фінал D (не за медалі); FE=Фінал E (не за медалі); FF=Фінал F (не за медалі); SA/B=Півфінали A/B; SC/D=Півфінали C/D; SE/F=Півфінали E/F; QF=Чвертьфінали; R=Потрапив у втішний заплив

## Rugby sevens

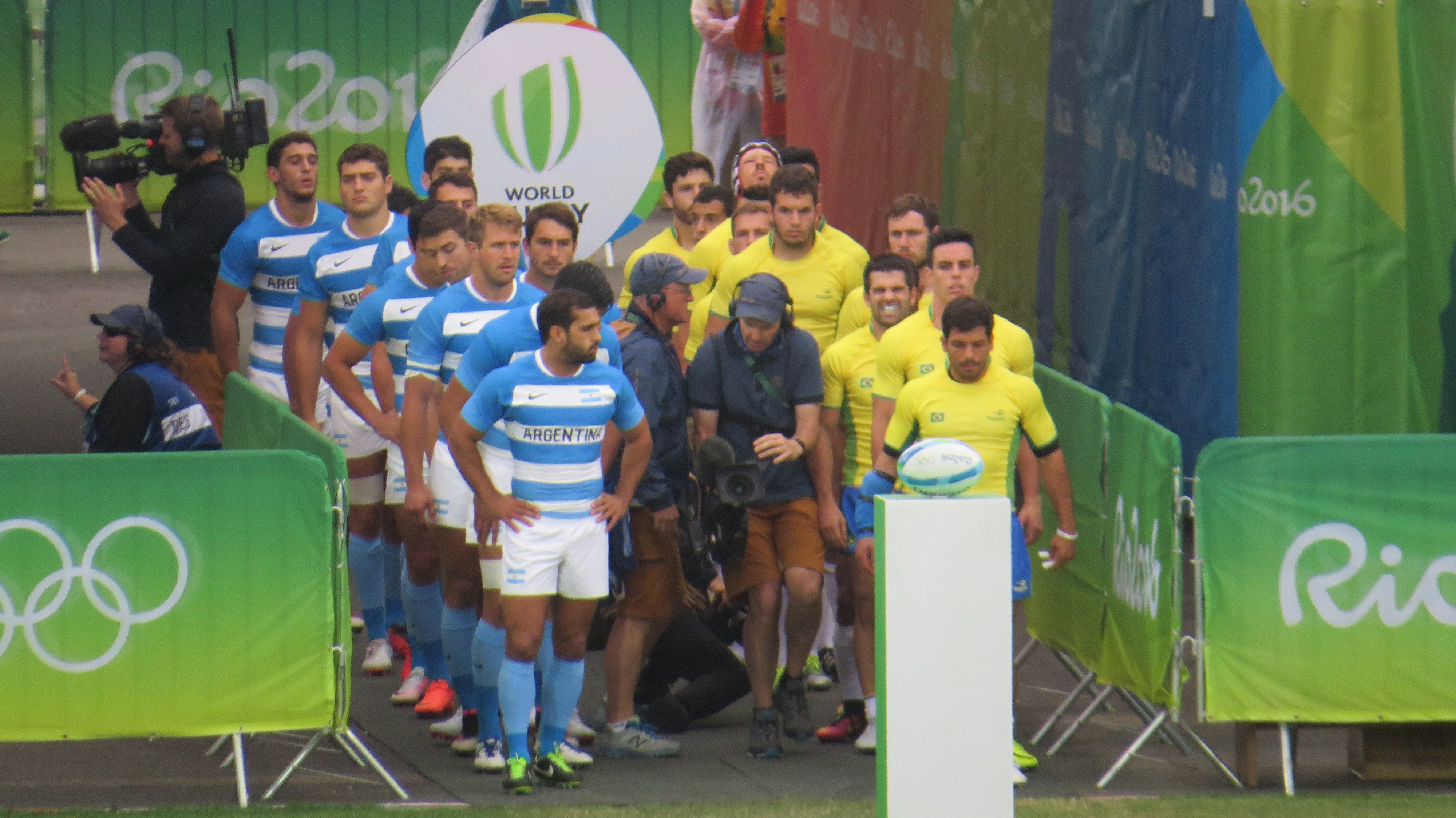
Гравці матчу між збірними Аргентини і Бразилії

### Чоловічий турнір
Склад команди
Шаблон:Склад чоловічої збірної Аргентини з регбі-7 на літніх Олімпійських іграх 2016
Груповий етап
Шаблон:Підсумкова таблиця в групі A чоловічого турніру з регбі-7 на літніх Олімпійських іграх 2016
Шаблон:Чоловічий турнір з регбі-7 на літніх Олімпійських іграх 2016, гра A1
Шаблон:Чоловічий турнір з регбі-7 на літніх Олімпійських іграх 2016, гра A4
Шаблон:Чоловічий турнір з регбі-7 на літніх Олімпійських іграх 2016, гра A5
Чвертьфінал
Шаблон:Чоловічий турнір з регбі-7 на літніх Олімпійських іграх 2016, гра D3
Classification semifinal (5–8)
Шаблон:Чоловічий турнір з регбі-7 на літніх Олімпійських іграх 2016, гра F2
Матч за п'яте місце
Шаблон:Чоловічий турнір з регбі-7 на літніх Олімпійських іграх 2016, гра F4

## Вітрильний спорт
Чоловіки
| Спортсмен                         | Дисципліна | Заплив | Заплив | Заплив | Заплив | Заплив | Заплив | Заплив | Заплив | Заплив | Заплив | Заплив | Заплив | Заплив | Очки | Підсумкове місце |
| Спортсмен                         | Дисципліна | 1      | 2      | 3      | 4      | 5      | 6      | 7      | 8      | 9      | 10     | 11     | 12     | M*     | Очки | Підсумкове місце |
| --------------------------------- | ---------- | ------ | ------ | ------ | ------ | ------ | ------ | ------ | ------ | ------ | ------ | ------ | ------ | ------ | ---- | ---------------- |
| Баутіста Саубідет Біркнер         | RS:X       | 20     | 16     | 19     | 17     | 12     | 23     | 14     | 25     | 24     | 18     | 29     | 22     | EL     | 210  | 21               |
| Хуліо Алсогарай                   | Лазер      | 4      | 2      | 14     | 1      | 24     | 47     | 12     | 16     | 14     | 20     | Н/Д    | Н/Д    | 22     | 129  | 10               |
| Факундо Олецца                    | Фінн       | 1      | 9      | 19     | 18     | 16     | 21     | 10     | 6      | 1      | 7      | Н/Д    | Н/Д    | 14     | 101  | 9                |
| Лукас Калабрезе Хуан де ла Фуенте | 470        | 17     | 14     | 11     | 11     | 17     | 12     | 15     | 17     | 5      | 27     | Н/Д    | Н/Д    | EL     | 129  | 16               |
| Клаус Ланхе Яго Ланхе             | 49er       | 11     | 7      | 6      | 16     | 12     | 16     | 21     | 2      | 2      | 11     | 3      | 11     | 14     | 111  | 7                |

Жінки
| Спортсменка                         | Дисципліна   | Заплив | Заплив | Заплив | Заплив | Заплив | Заплив | Заплив | Заплив | Заплив | Заплив | Заплив | Заплив | Заплив | Очки | Підсумкове місце |
| Спортсменка                         | Дисципліна   | 1      | 2      | 3      | 4      | 5      | 6      | 7      | 8      | 9      | 10     | 11     | 12     | M*     | Очки | Підсумкове місце |
| ----------------------------------- | ------------ | ------ | ------ | ------ | ------ | ------ | ------ | ------ | ------ | ------ | ------ | ------ | ------ | ------ | ---- | ---------------- |
| Марія Техеріна                      | RS:X         | 21     | 12     | 16     | 17     | 21     | 19     | 16     | 16     | 24     | 27     | 23     | 21     | EL     | 206  | 21               |
| Люсія Фаласка                       | Лазер радіал | 7      | 11     | 19     | 15     | 20     | 22     | 1      | 15     | 3      | 25     | Н/Д    | Н/Д    | EL     | 113  | 11               |
| Марія Соль Бранс Вікторія Траваскіо | 49erFX       | 14     | 20     | 13     | 9      | 19     | 12     | 7      | 11     | 10     | 4      | 11     | 19     | EL     | 129  | 13               |

Змішаний
| Спортсмен                       | Дисципліна | Заплив | Заплив | Заплив | Заплив | Заплив | Заплив | Заплив | Заплив | Заплив | Заплив | Заплив | Заплив | Заплив | Очки | Підсумкове місце |
| Спортсмен                       | Дисципліна | 1      | 2      | 3      | 4      | 5      | 6      | 7      | 8      | 9      | 10     | 11     | 12     | M*     | Очки | Підсумкове місце |
| ------------------------------- | ---------- | ------ | ------ | ------ | ------ | ------ | ------ | ------ | ------ | ------ | ------ | ------ | ------ | ------ | ---- | ---------------- |
| Сантьяго Ланхе Сесілія Карранса | Nacra 17   | 11     | 2      | 13     | 2      | 12     | 6      | 1      | 6      | 9      | 21     | 2      | 1      | 6      | 77   | 1                |

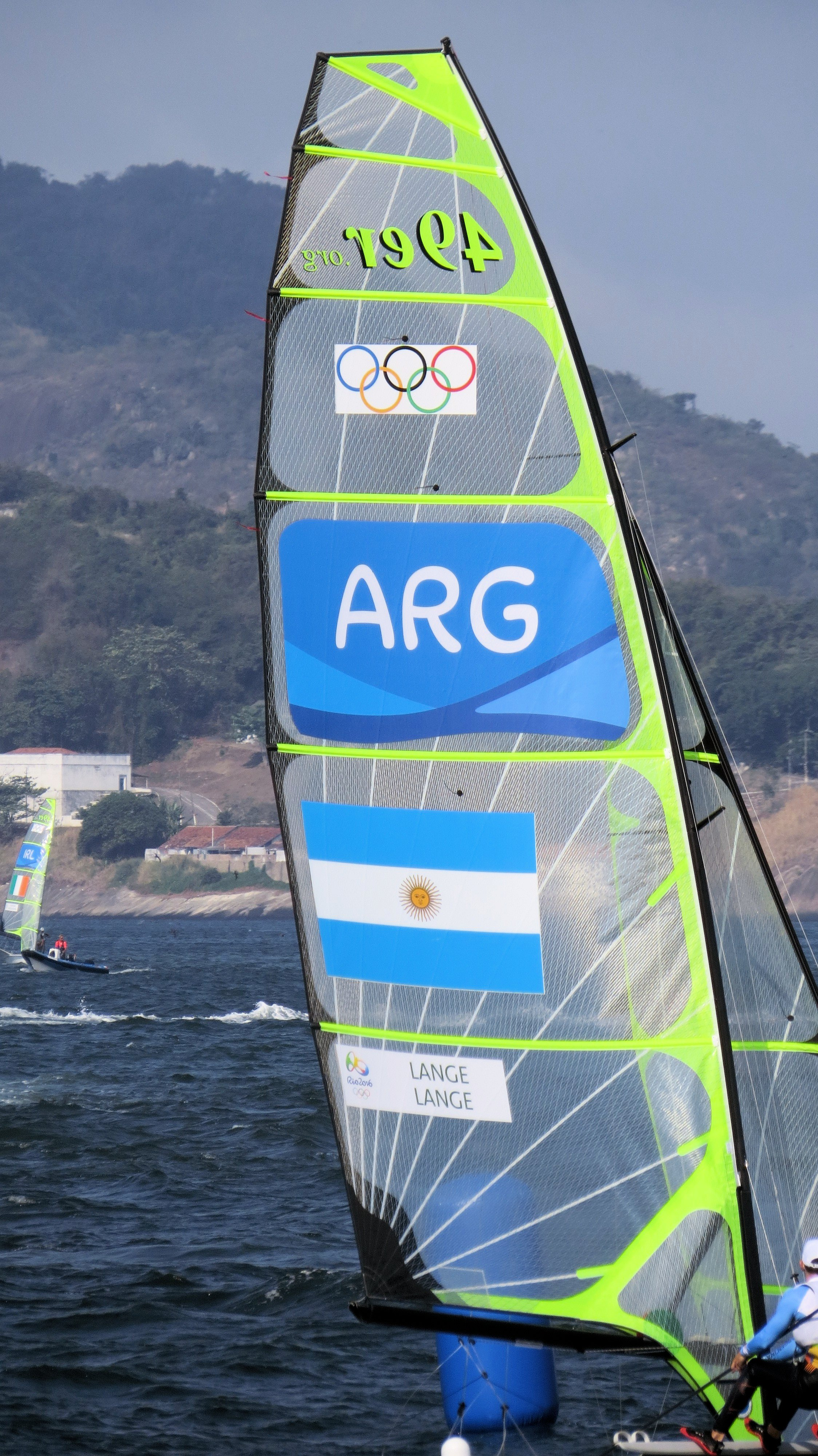
Вітрильник братів Ланге

M = Медальний заплив; EL = Вибув – не потрапив до медального запливу

## Стрільба
| Спортсмен        | Дисципліна                                    | Кваліфікація | Кваліфікація | Півфінал         | Півфінал         | Фінал            | Фінал            |
| Спортсмен        | Дисципліна                                    | Очки         | Місце        | Очки             | Місце            | Очки             | Місце            |
| ---------------- | --------------------------------------------- | ------------ | ------------ | ---------------- | ---------------- | ---------------- | ---------------- |
| Фернандо Борелло | трап (чоловіки)                               | 105          | 31           | Завершив виступ  | Завершив виступ  | Завершив виступ  | Завершив виступ  |
| Федеріко Хіль    | скит (чоловіки)                               | 116          | 27           | Завершив виступ  | Завершив виступ  | Завершив виступ  | Завершив виступ  |
| Амелія Фурнел    | пневматична гвинтівка, 10 метрів (жінки)      | 410.6        | 41           | Н/Д              | Н/Д              | Завершила виступ | Завершила виступ |
| Амелія Фурнел    | гвинтівка з трьох положень, 50 метрів (жінки) | 571          | 31           | Н/Д              | Н/Д              | Завершила виступ | Завершила виступ |
| Меліса Хіль      | скит (жінки)                                  | 69           | 8            | Завершила виступ | Завершила виступ | Завершила виступ | Завершила виступ |
| Фернанда Руссо   | пневматична гвинтівка, 10 метрів (жінки)      | 414.4        | 20           | Н/Д              | Н/Д              | Завершила виступ | Завершила виступ |

Пояснення до кваліфікації: Q = Пройшов у наступне коло; q = Кваліфікувався щоб змагатись у поєдинку за бронзову медаль

## Плавання
| Спортсмен       | Дисципліна                            | Попередній заплив | Попередній заплив | Півфінал         | Півфінал         | Фінал            | Фінал            |
| Спортсмен       | Дисципліна                            | Час               | Місце             | Час              | Місце            | Час              | Місце            |
| --------------- | ------------------------------------- | ----------------- | ----------------- | ---------------- | ---------------- | ---------------- | ---------------- |
| Федеріко Грабіч | 50 метрів вільним стилем (чоловіки)   | 22.44             | 31                | Завершив виступ  | Завершив виступ  | Завершив виступ  | Завершив виступ  |
| Федеріко Грабіч | 100 метрів вільним стилем (чоловіки)  | 48.78             | 22                | Завершив виступ  | Завершив виступ  | Завершив виступ  | Завершив виступ  |
| Федеріко Грабіч | 200 метрів вільним стилем (чоловіки)  | 1:47.41           | 22                | Завершив виступ  | Завершив виступ  | Завершив виступ  | Завершив виступ  |
| Сантьяго Грассі | 100 метрів батерфляєм (чоловіки)      | 52.56             | 24                | Завершив виступ  | Завершив виступ  | Завершив виступ  | Завершив виступ  |
| Мартін Найдіч   | 400 метрів вільним стилем (чоловіки)  | 3:54.58           | 39                | Н/Д              | Н/Д              | Завершив виступ  | Завершив виступ  |
| Мартін Найдіч   | 1500 метрів вільним стилем (чоловіки) | 15:39.93          | 43                | Н/Д              | Н/Д              | Завершив виступ  | Завершив виступ  |
| Вірхінія Бардач | 200 метрів батерфляєм (жінки)         | 2:13.58           | 26                | Завершила виступ | Завершила виступ | Завершила виступ | Завершила виступ |
| Вірхінія Бардач | 200 метрів комплексом (жінки)         | 2:17.94           | 37                | Завершила виступ | Завершила виступ | Завершила виступ | Завершила виступ |
| Вірхінія Бардач | 400 метрів комплексом (жінки)         | 4:49.69           | 31                | Н/Д              | Н/Д              | Завершила виступ | Завершила виступ |
| Хулія Себастіан | 200 метрів брасом (жінки)             | 2:27.98           | 21                | Завершила виступ | Завершила виступ | Завершила виступ | Завершила виступ |

## Синхронне плавання
| Спортсменка                | Дисципліна | Довільна програма (попередня) | Довільна програма (попередня) | Обов'язкова програма | Обов'язкова програма             | Обов'язкова програма | Довільна програма (фінал) | Довільна програма (фінал)        | Довільна програма (фінал) |
| Спортсменка                | Дисципліна | Очки                          | Місце                         | Очки                 | Загалом (обов'язкова + довільна) | Місце                | Очки                      | Загалом (обов'язкова + довільна) | Місце                     |
| -------------------------- | ---------- | ----------------------------- | ----------------------------- | -------------------- | -------------------------------- | -------------------- | ------------------------- | -------------------------------- | ------------------------- |
| Етель Санчес Sofía Sánchez | Дуети      | 79.8333                       | 19                            | 79.4829              | 159.3162                         | 19                   | Завершила виступ          | Завершила виступ                 | Завершила виступ          |

## Теніс
| Спортсмен                              | Дисципліна                  | 1/32 фіналу                         | 1/16 фіналу                       | 1/8 фіналу                           | Чвертьфінали                        | Півфінали                         | Фінал / БМ                        | Фінал / БМ      |
| Спортсмен                              | Дисципліна                  | Суперник Результат                  | Суперник Результат                | Суперник Результат                   | Суперник Результат                  | Суперник Результат                | Суперник Результат                | Місце           |
| -------------------------------------- | --------------------------- | ----------------------------------- | --------------------------------- | ------------------------------------ | ----------------------------------- | --------------------------------- | --------------------------------- | --------------- |
| Хуан Мартін дель Потро                 | одиночний розряд (чоловіки) | Джокович (SRB) W 7–6(7–4), 7–6(7–2) | Sousa (POR) W 6–3, 1–6, 6–3       | Daniel (JPN) W 6–7(4–7), 6–1, 6–2    | Bautista Agut (ESP) W 7–5, 7–6(7–4) | Надаль (ESP) W 5–7, 6–4, 7–6(7–5) | Маррей (GBR) L 5–7, 6–4, 2–6, 5–7 | 2               |
| Federico Delbonis                      | одиночний розряд (чоловіки) | Надаль (ESP) L 2–6, 1–6             | Завершив виступ                   | Завершив виступ                      | Завершив виступ                     | Завершив виступ                   | Завершив виступ                   | Завершив виступ |
| Хуан Монако                            | одиночний розряд (чоловіки) | Bašić (BIH) W 6–2, 6–2              | Маррей (GBR) L 3–6, 1–6           | Завершив виступ                      | Завершив виступ                     | Завершив виступ                   | Завершив виступ                   | Завершив виступ |
| Гідо Пелья                             | одиночний розряд (чоловіки) | Кольшрайбер (GER) L 6–4, 1–6, 2–6   | Завершив виступ                   | Завершив виступ                      | Завершив виступ                     | Завершив виступ                   | Завершив виступ                   | Завершив виступ |
| Federico Delbonis Guillermo Durán      | Парний розряд (чоловіки)    | Н/Д                                 | Мерджа / Текеу (ROU) L 3–6, 2–6   | Завершив виступ                      | Завершив виступ                     | Завершив виступ                   | Завершив виступ                   | Завершив виступ |
| Хуан Мартін дель Потро Máximo González | Парний розряд (чоловіки)    | Н/Д                                 | Guccione / Peers (AUS) W 6–4, 7–5 | López / Надаль (ESP) L 3–6, 7–5, 2–6 | Завершив виступ                     | Завершив виступ                   | Завершив виступ                   | Завершив виступ |

## Тріатлон
| Спортсмен        | Дисципліна | Плавання, 1,5 км | Перехід 1 | Велосипед, 40 км | Перехід 2 | Біг, 10 км | Загалом Time | Місце |
| ---------------- | ---------- | ---------------- | --------- | ---------------- | --------- | ---------- | ------------ | ----- |
| Лусіано Такконе  | чоловіки   | 19:23            | 0:55      | 59:56            | 0:41      | 34:35      | 1:55:30      | 48    |
| Гонсало Теллечеа | чоловіки   | 18:42            | 0:49      | 59:08            | 0:41      | 34:23      | 1:53:43      | 45    |

## Волейбол

### Пляжний
| Спортсмен               | Дисципліна | Груповий етап | Місце | 1/8 фіналу         | Чвертьфінали       | Півфінали          | Фінал / БМ         | Фінал / БМ      |
| Спортсмен               | Дисципліна | Суперник Результат | Місце | Суперник Результат | Суперник Результат | Суперник Результат | Суперник Результат | Місце           |
| ----------------------- | ---------- | --- | ----- | ------------------ | ------------------ | ------------------ | ------------------ | --------------- |
| Ана Галлай Жоржина Клуг | жінки      | Pool B Бакерісо – Фернандес (ESP) L 0 – 2 (11–21, 19–21) Беднарчук – Сейшас (BRA) L 0 – 2 (11–21, 17–21) Hermannová – Sluková (CZE) L 1 – 2 (21–13, 19–21, 8–15) | 4     | Did Not Advance    | Did Not Advance    | Did Not Advance    | Did Not Advance    | Did Not Advance |

### У приміщенні

#### Чоловічий турнір
Склад команди
Шаблон:Склад чоловічої збірної Аргентини з волейболу на літніх Олімпійських іграх 2016
Груповий етап
Шаблон:Підсумкова таблиця в групі B чоловічого турніру з волейболу на літніх Олімпійських іграх 2016
Шаблон:Чоловічий турнір з волейболу на літніх Олімпійських іграх 2016, гра B3
Шаблон:Чоловічий турнір з волейболу на літніх Олімпійських іграх 2016, гра B4
Шаблон:Чоловічий турнір з волейболу на літніх Олімпійських іграх 2016, гра B9
Шаблон:Чоловічий турнір з волейболу на літніх Олімпійських іграх 2016, гра B11
Шаблон:Чоловічий турнір з волейболу на літніх Олімпійських іграх 2016, гра B13
Чвертьфінал
Шаблон:Чоловічий турнір з волейболу на літніх Олімпійських іграх 2016, гра C4

#### Жіночий турнір
Склад команди
Шаблон:Склад жіночої збірної Аргентини з волейболу на літніх Олімпійських іграх 2016
Груповий етап
Шаблон:Підсумкова таблиця в групі A жіночого турніру з волейболу на літніх Олімпійських іграх 2016
Шаблон:Жіночий турнір з волейболу на літніх Олімпійських іграх 2016, гра A3
Шаблон:Жіночий турнір з волейболу на літніх Олімпійських іграх 2016, гра A6
Шаблон:Жіночий турнір з волейболу на літніх Олімпійських іграх 2016, гра A8
Шаблон:Жіночий турнір з волейболу на літніх Олімпійських іграх 2016, гра A10
Шаблон:Жіночий турнір з волейболу на літніх Олімпійських іграх 2016, гра A14

## Важка атлетика
| Спортсмен      | Категорія        | Ривок     | Ривок | Поштовх   | Поштовх | Загалом | Місце |
| Спортсмен      | Категорія        | Результат | Місце | Результат | Місце   | Загалом | Місце |
| -------------- | ---------------- | --------- | ----- | --------- | ------- | ------- | ----- |
| Хоана Паласіос | до 63 кг (жінки) | 83        | 12    | 107       | 11      | 190     | 11    |

## Боротьба
Легенда:
- VT – Перемога на туше.
- PP – Перемога за очками – з технічними очками в того, хто програв.
- PO – Перемога за очками – без технічних очок в того, хто програв.
- ST – Перемога за явної переваги – різниця в очках становить принаймні 8 (греко-римська боротьба) або 10 (вільна боротьба) очок, без технічних очок у того, хто програв.

Жінки
| Спортсменка       | Категорія | 1/16 фіналу         | 1/8 фіналу             | Чвертьфінал         | Півфінал            | Втішний поєдинок 1  | Втішний поєдинок 2        | Фінал / БМ            | Фінал / БМ |
| Спортсменка       | Категорія | Суперниця Результат | Суперниця Результат    | Суперниця Результат | Суперниця Результат | Суперниця Результат | Суперниця Результат       | Суперниця Результат   | Місце      |
| ----------------- | --------- | ------------------- | ---------------------- | ------------------- | ------------------- | ------------------- | ------------------------- | --------------------- | ---------- |
| Патрісія Бермудес | до 48 кг  | Bye                 | Стадник (AZE) L 0–4 ST | Завершила виступ    | Завершила виступ    | Bye                 | Матковська (POL) W 3–1 PP | Янкова (BUL) L 1–3 PP | 5          |